# Morpho bicolor
Morpho bicolor är en fjärilsart som beskrevs av Le Moult och Real 1962. Morpho bicolor ingår i släktet Morpho och familjen praktfjärilar. Inga underarter finns listade i Catalogue of Life.